# Xystrota suavata
Xystrota suavata là một loài bướm đêm trong họ Geometridae.